# Змирлов, Константин Павлович
Константин Павлович Змирлов (1847 — ?) — российский юрист.

## Биография
Родился 10 мая 1847 г. в Сызрани. Окончил юридический факультет Императорского Харьковского университета со степенью кандидата. На службе с 1868 г. Исполнял обязанности товарища (заместителя) обер-прокурора II-го общего собрания Сената. Позднее — сенатор Гражданского кассационного департамента Правительствующего сената.
Состоял действительным членом Санкт-Петербургского юридического общества.

## Избранные труды
- Вознаграждение за вред и убытки, вследствие смерти или повреждения здоровья, причиненных железнодорожными и пароходными предприятиями (683 и 684 ст. 1 ч. X т.). — 2-е изд., доп. — СПб.: изд. трид. кн. скл. «Право», 1912—283 с.
- Вопросы гражданского права и судопроизводства // Журнал гражданского и уголовного права. — 1888. — № 8; 1889. — № 8.
- Вопросы железнодорожного права, разрешенные Гражданским кассационным сенатом в 1901 и первой половине 1902 г. — СПб.: тип. М. Меркушева, 1902. — 124 с.
- Временные правила о волостном суде в местностях, в которых введен в действие Закон о преобразовании местного суда, высочайше утверждённый 15 июня 1912 года. — СПб.: изд. юрид. кн. скл. «Право», 1912. — 162 с.
- Законы о родовых имуществах и институт обязательной доли. — СПб.: тип. М-ва пут. сообщ., 1890. — 49 с.
- Законы об опеке над несовершеннолетними по новому проекту // Юридический вестник. — 1889.
- Значение института родовых имуществ для будущего гражданского уложения // Журнал гражданского и уголовного права. — 1889. — № 3.
- Лишение неприятельских подданных прав на судебную защиту на время войны. — Пг.: Сенатск. тип., 1915. — 25 с.
- Международная конвенция о перевозке грузов по железным дорогам (1892, 1896, 1901 и 1908 гг.). — СПб.: Сенатск. тип., 1908. — 137 с.
- О недостатках наших гражданских законов // Журнал гражданского и уголовного права. — 1882. — № 8, 9; 1883. — № 1-3, 5-10; 1884. — № 1, 5, 6; 1885. — № 3, 4, 6, 7, 8, 10; 1886. — № 2, 5, 8; 1887. — № 9.
- Общий устав российских железных дорог изд. 1906 г. и обнародованные по март 1911 года в изменение, дополнение и развитие его узаконения и правила… / Сост.: К. П. Змирлов. — 3-е неоффиц. изд., перераб. и доп. — СПб.: изд. юрид. кн. скл. «Право», 1911. — 1082 с.
- Опекунские установления для крестьян по новому проекту // Юридический вестник. — 1889.
- Практические заметки по вопросам гражданского права и судопроизводства // Журнал гражданского и уголовного права. — 1881. — № 1, 3; 1882. — № 4; 1883. — № 4.
- Пределы власти председателя по охранению порядка в судебных заседаниях // Журнал гражданского и уголовного права. — 1884. — № 9; 1885. — № 5.
- Продажа и обещание продажи по законам Царства Польского (1582, 1583, 1589, 1590 и 1591 ст. Код. Нап.). — СПб.: Сенатск. тип., 1915. — 28 с.
- Проект общего устава российских железных дорог. — СПб.: тип. т-ва п/ф «Элетро-тип. Н. Я. Стойковой», 1912. — 391 с.
- Проект конкурсного устава // Журнал гражданского и уголовного права. — 1890. — № 6.